# Източна Дунавска равнина
Източната Дунавска равнина е най-голямата и най-високата част на Дунавската равнина в Северна България и обхваща изцяло областите Разград, Силистра и Добрич и частично областите Русе (без югозападната част), Велико Търново (само части от Община Стражица), Търговище (северната част), Шумен (северната по-голяма част) и Варна (северната по-голяма част). Площта ѝ е 19753,3 km2, а средната ѝ надморска височина 204 m.

## Граници
Границите на Източната Дунавска равнина са следните:
- на запад – със Средната Дунавска равнина: от Голяма река при град Стражица, на север до река Дунав по вододела между реките Янтра и Русенски Лом;
- на север – до южния бряг на река Дунав и държавната граница с Румъния;
- на изток – до брега на Черно море:
- на юг – с Предбалкана. Границата преминава по вододела между реките Голяма река и Черни Лом и по на изток се очертава от долината на Черни Лом и нейния плосък вододел спрямо левия приток на река Врана – Лилякска река. Оттук на изток добре изразената праволинейна морфотектонска граница следи подножието на северните разседно обусловени склонове на Преславска и Драгоевска планина, а след това по южната периферия на долината на река Камчия достига до Черно море, като в тази си последна част Източната Дунавска равнина граничи директно със Стара планина.

## Релеф
Източната Дунавска равнина в сравнение със Западната и Централната област има най-голям териториален обхват. Нейната ширина между Предбалкана и река Дунав надхвърля 120 km, а в пределите на цялата Дунавска равнина тя се отличава с най-голяма надморска височина (Лилякско плато 517 m) и с най-дълбоко разчленение (над 200 m). Земите с надморска височина от 0 до 200 m обхващат 9167,3 km2 или 46,4%, а тези с височина от 200 до 600 m – 10586 km2 или 53,6%. В обсега на източната област могат да се диференцират следните физикогеографски подобласти: басейнът на река Русенски Лом, Поповско-Самуиловска, Лудогорска, Добруджанска и Шумунско-Провадийска.
Подобластта в басейна на Русенски Лом е дълбоко нарязана от долините на реките Черни Лом, Бели Лом, главната река Русенски Лом и техните притоци. На места някои от тези каньоновидни долини и най-вече тези на Бели Лом се отличават със значителна дълбочина, варираща от 100 до 180 m. Тези части на долините имат характер на дълбоко всечени меандри.
Поповско-Самуиловската подобласт обхваща простиращите се от запад на изток Поповски, Разградски и Самуиловски височини (501 m). Техните очертания се обуславят в едри линии от дълбоко всечените долини на реките Баниски Лом, Черни Лом, Бели Лом, Царацар (Крапинец), Канагьол, Крива река и Провадийска река.
Лудогорската подобласт в най-обширните си морфографски контури се определя от долините на реките Царацар (Крапинец), Сенковец, Канагьол, Крива река и Суха река. Тук добре изразените между тях плоски вододели се отличават с видим наклон на север-североизток.
Добруджанската подобласт с хълмистия си дълбоко разчленен релеф се простира на север и северозапад до река Дунав и границата ни с Румъния, на юг до Лудогорието и на изток до Черно море. освен това към Добруджанската подобласт се причислява алувиалната повърхнина на Побрежието и другите алувиални крайдунавски низини.
Шуменско-Провадийската платовидна подобласт обхваща добре изразените планови и вертикални очертания на платата Войводско, Стана, Провадийско и Шуменско. Тук в широкия обхват на междуплатовидните понижения е всечена съвременната долинна мрежа.
Основните форми на релефа в Източната Дунавска равнина са следните:
- Аблановска низина (6,1 km2)
- Авренско плато (Момино плато, 322 m)
- Айдемирска низина (34 km2)
- Войводско плато (Сърта, 481 m)
- Варненска низина
- Девненска низина
- Добринско плато (360 m)
- Добруджанско плато (350 m)
- Лилякско плато (517 m)
- Лонгоза (Долнокамчийска низина, 113 km2)
- Лудогорско плато (ок 300 m)
- Мадарско плато (431 m)
- Овче поле (около 200 – 300 m)
- Плисковско поле (100 – 200 m)
- Побрежие (Бръшлянска низина, 420,6 km2)
- Попино-Гарванска низина (10 km2)
- Поповски височини (486 m)
- Провадийско плато (389 m)
- Разградски височини (479 m)
- Роякско плато (408 m)
- Самуиловски височини (501 m)
- Синделска низина
- Смядовско поле (до 100 m)
- Стана (плато, 441 m)
- Фисек (възвишение, 420 m)
- Франгенско плато (356 m)
- Шуменско плато (502 m)

## Геоложки строеж
Източната Дунавска равнина е изградена от долнокредни, горнокредни, еоценски и миоценски седименти. Те са представени от валанжки варовици, хотривски мергели, баремски и аптски варовици, варовити пясъчници и мергели, ценомански варовити пясъчници, мастрихтски и еоценски мергели и варовити пясъчници и най-сетне миоценски варовици и мергели. В долинните разкрития между платовидните и ерозионните остатъчни височини се наблюдават здрави, дълбоко окарстени валанжки варовици. Над тях подножията на Поповските, Разградските и Самуиловските височини и ясно обособените плата са изградени от лесно податливи на ерозия хотривски мергели. Над тях в средния и горния пояс на тези позитивни морфографски единици се очертават скалните откоси на твърдите баремски и аптски варовици. На места полегатите склонове на тези морфографски единици се обуславят от сравнително по-неустойчивите баремски и аптски варовити пясъчници.
Горната креда в Източната Дунавска равнина чрез дебелослойните здрави варовити ценомански пясъчници участва в изграждането на Мадарското и по-голямата част от Провадийското плато. Останалите Добринска, Кривненска и Роякска части на Провадийското плато отразяват морфографския ефект на кониаските мергели, сантонските варовити пясъчници, тънкослойните кампански бронеустойчиви варовици, мастрихтските мергели, варовити пясъчници и варовици.
Старият терциер е представен от еоценски мергели, варовици и варовити пясъчници, които вземат участие в изграждането на част от горнището на Провадийското плато. Значително участие в изграждането на релефа в Добруджа имат средно- и горномиоценските (сарматските) седименти. Техните разкрития показват широкото участие на черупчестите варовици и варовити пясъчници заедно с локализираните тук-там мергелни прослойки. В крайдунавската ивица между Русе и Силистра върху миоценския субстрат се установяват разкрития на плиоценски седименти.
Така проследените долнокредни, горнокредни, старо- и младотерциерни седименти в Източната Дунавска равнина изграждат структурите на Разградско-Самуиловската подутина и тясно свързаната с нея откъм юг Провадийска синклинала. Тук в най-дълбоките долинни разкрития и в подножията на позитивните морфографски единици по протежение на оста на Разградско-Самуиловската подутина се установява релефоизграждащото участие на валанжките варовици и хотривските мергели. В горнищата на тези морфографски единици в рамките на споменатата структура и нейните бедрени части се установява широко релефоизграждащо участие на баремските и аптските варовици, варовити пясъчници и мергели. Тук сравнително полегато и бавно затъващо към дунавското крайбрежие и Добруджа северното бедро на тази крупна позитивна структура е представено от долнокредни баремски и аптски седименти. Техните разкрития на север и североизток се припокриват с нееднаквия морфографски ефект на миоценския седиментен комплекс и най-сетне в обсега на дунавското крайбрежие върху миоценските седименти се установява участието и на плиоценски седименти. От друга страна, значителното участие на горнокридните и еоценските седименти в Провадийското плато и наблюдаваните разкрития на горнокредните седименти в горнището на Шуменското плато изразяват позитивния морфографски ефект на Провадийската синклинала.

## Геоморфоложки особености
В обсега на Източната Дунавска равнина през неогена и кватернера се проявяват интензивни епейрогенни издигания, оформили две морфостратиграфски повърхнини. Най-старата от тях е сарматско-понтийската денудационна повърхнина, чиито следи в Поповските височини се намират на 380 – 420 m н.в. Тя има по-голяма височина (480 m) северно от село Ковачевец, а още по̀ на север показва значително понижение (360 m). В обсега на вододела между реките Черни Лом и Малки Лом и непосредствено на изток от град Опака сарматско-понтийската денудационна повърхнина е по-силно издигната и има 460 m н.в. В Разградските височини тя се наблюдава на 480 m н.в, по̀ на изток върху плоското било на Самуиловските височини показва максималната си височина от 500 m, а във Войводското плато и платото Стана височината ѝ е 420 – 450 m. В Шуменското плато тази повърхнина почти съвпада с широкия обхват на билото на платото, а на изток в Провадийското плато височината ѝ значително се повишава и е от 250 до 400 m.
Втората, по-млада денудационна повърхнина е младоплиоценската (левантийска), чиито добре изразени следи се установяват в околностите на град Попово непосредствено на запад от долината на река Черни Лом. Тук те представляват значителни по обхват заравнености с височина от 200 до 220 m, а на изток в обсега на Провадийското плато поради проявилото се през левантиена потъване на Черноморската котловина и съседните ѝ земи тяхната височина е значително по-малка (от 100 до 140 m).
Етапите на полицикличното развитие на релефа през кватернера в Източната Дунавска равнина могат да се дешифрират от добре запазените речни тераси по долините на реките Черни Лом, Бели Лом и Провадийска река. Тук се установява наличието на 4 надзаливни тераси със средна относителна височина 3 – 4 m, 10 – 12 m, 20 – 24 m и 35 – 40 m, които в изпъкналата част на всечените меандри от долинната мрежа на Русенски Лом представляват типични полигенни тераси. Особено изразителни са следите на дунавските речни тераси между Русе и Силистра, където терасният комплекс е съчетан от наличието на 2 заливни (от 4 до 7 m) тераси и 3 надзаливни (15 – 22 m, 30 – 36 m, 54 – 65 m) тераси.
Съвременният облик на релефа на юг от река Дунав е обусловен до голяма степен от отложената тук през младия плейстоцен льосова и льосовидна покривка.
Във връзка с епейрогенното издигане на Източната Дунавска равнина и регресивната проява на ерозията се извършило формирането на съвременната долинна мрежа в областта. Множество от реките в областта са дълбоко всечени в льосовата покривка и лежащите отдолу меки варовици и образуват забележителни каньоновидни долини, съпроводени с широката проява на ерозионни и свлачищни процеси (в района на Тутракан). Дълбокият дренаж на геоложката основа и профилираните пещери и карстови извори свидетелстват за тясната хидроложка връзка между фосилизираните от льосо карстови форми и формираните в карбонатния субстрат каверни. Върху варовиковите горнища и в по-ниските структурни стъпала на остатъчните плата под фосилизирания покрит карст се наблюдават добре ретуширани върху релефа карстови форми (кари, валози, понори, въртопи). Много от тези форми в значителна степен улесняват инфилтрацията на атмосферните води в недрата на карбонатната основа и образуването на значителни запаси на дълбоки подземни карстови води.

## Климат и води
Климатът в Източната Дунавска равнина се отличава с по-силно изразена континенталност в сравнение със средната и западната област. Върху нея падат по-слаби валежи от северозападните доста обеднели на влага въздушни маси. От друга страна, тук през зимата е по-силно изразено климатообразуващото въздействие на североизточните въздушни маси. Всичко това обуславя по-големите различия в термичното ниво през годината. Широкият териториален обхват на областта, нейната значителна отдалеченост от високите орографски бариери на Карпатите и Стара планина заедно с по-малкото климатично въздействие на хълмистия релеф на Предбалкана, както и неутрализираното до голяма степен климатично влияние на Черно море от преобладаващия северозападен въздушен пренос представляват предпоставки за засилване на континенталната сухота и контрастното термично изражение на климата. Дълбокото разчленение на релефа и неговия подчертан хълмист характер са условия за петнисто разпределение на валежите.
Средната януарска температура в областта е около -2 °С, а средномесечната юлска температура достига 24 °С. Освен това в областта е установена и значително висока средногодишна температурна амплитуда, която се колебае в интервала между 25 °C и 26 °C. Типичен пример за това са показателите за станция Силистра:
- средногодишна температура 11,2 °С;
- средна януарска температура -1,5 °С;
- средна юлска температура 23,2 °С;
- средногодишна температурна амплитуда 25,3 °С;
- средногодишна валежна сума 546 mm.

Валежите в Източната Дунавска равнина се отличават с добра проявен континентален режим, с летен (юнски) максимум и зимен (февруарски) минимум. Средногодишните валежни количества варират от 450 до 550 mm, т.е. значително по-малко от средногодишното валежно количество за цялата страна (650 mm). Тук въпреки неголямата средна надморска височина на релефа продължителността на снежната покривка е от 2,5 до 3 месеца. От друга страна, проявата на типичните североизточни ветрове през зимата предизвикват отвяването и преотлагането на снежната покривка.
Особеностите на климата и най-вече режимът и количеството на валежите и изпарението заедно с характера на геоложката основа обуславят смесеното – дъждовно-снежно и карстово подхранване на реките. Широкото разпространение на варовиците и тяхната дълбока окарстеност са условия за липсата на повърхностнотечащи води, за наличието на суходолия и дълбоко дренирани карстови форми в някои райони. Модулът на оттока в областта в сравнение с останалите две области на Дунавската равнина е най-малък, като същевременно той е и най-малък за цялата страна и се колебае от 0,5 до 1 l/s/km2. Неговата минимална проява се обуславя от оскъдните валежни количества, от значителното изпарение, от водопропускливата льосова и карбонатна основа и от сравнително малкия наклон на релефа.

## Почви
Разнообразието на геоложкия субстрат, особеностите на релефа, спецификата на климатичните условия и естеството на растителността в Източната Дунавска равнина до голяма степен са предопределили картината на почвената покривка. В тясна връзка с льосовите и льосовидните наслаги, със сухотата на климата и незначителните валежни количества, както и в зависимост от сравнително сухолюбивата лесостепна растителност, от север на юг се проследява разпространението на карбонатните, типичните, излужените и оподзолените черноземи. Върху карбонатната мергелна основа на обособените височини и остатъчните плата и при наличната по тях горска сухолюбива широколистна растителност стои разпространението на сивите горски почви с техните разновидности. Покрай река Дунав върху алувиалните низини и по островите в реката върху алувиалните наслаги, където нивото на подпочвените води е сравнително плитко или се показва на повърхността, се наблюдава разпространението на алувиалните почви с техните разновидности.

## Растителност и животински свят
Диференциацията на почвено-климатичните условия в Източната Дунавска равнина обуславят разпространението на различни растителни видове. В нейния обсег независимо от широкия обхват на обработваемите земи и по-голямото стесняване на естествената растителност в сравнение с останалите две области на Дунавската равнина се наблюдават най-обширните площи с добре запазена естествена горска и тревна растителност.
На юг в по-високите части на областта тя е представена предимно от горската дъбова растителност (летен дъб, зимен дъб, благун и цер) и други широколистни видове (липа, ясен, киселица, шестил, дива круша и габър). В съседство с тези растителни видове или заедно с тях се срещат храстите на смрадликата, чашкодряна, дивото грозде, драката, глогът, леската, бъзът и др. Върху северните склонове на Шуменското плато и в някои места със северна експозиция в Лудогорието, включително и в резервата „Паламара“ се наблюдава и наличието на бук.
На север по дунавското крайбрежие и особено на изток и североизток в Добруджа във връзка с по-осезаемата сухота на климата горската растителност преминава в лесостепна и степна, представена от овчата власатка, кьолерията, черната ибялата садина, ливадината, божура, перуниката и коилото.
Покрай река Дунав и другите по-големи реки в областта и най-вече върху дунавските острови и крайдунавските алувиални низини богатите на влага алувиални почви обуславят разпространението на влаголюбиви тревни и горски видове.
Фауната в Източната Дунавска равнина показва голямо разнообразие както по отношение на бозайниците, така и по отношение на птиците. В миналото тук са обитавали дивият кон и дивото говедо, които сега са изчезнали, а съществено е намаляло и количеството на дивата свиня и сърната. От типичните бозайници в областта се срещат: степен пор, европейски лалугер, обикновен хомяк, заек, източноевропейски таралеж и др. От по-малките бозайници широко разпространение имат грезачите, главно сивата полевка и горската мишка. От птичата фауна по важни представители са посевната врана, сивата яребица и пъдпъдъкът, а на североизток в Добруджа обитават характерни степни видове – дропла, малка дропла (стрепет) и степен орел. Езерото Сребърна е единственото в България обиталище на пеликани, а във влажните места покрай реките се срещат в голямо количество земноводни и по-рядко влечуги.